# Mobulinae
I mobulini (Mobulinae Gill, 1893) sono una sottofamiglia di pesci cartilaginei della famiglia Myliobatidae.

## Tassonomia
La sottofamiglia comprendenti i seguenti generi e specie:
- Manta Bancroft, 1829
  - Manta alfredi (Krefft, 1868)
  - Manta birostris (Walbaum, 1792)
- Mobula Rafinesque, 1810
  - Mobula eregoodootenkee (Bleeker, 1859)
  - Mobula hypostoma (Bancroft, 1831)
  - Mobula japanica (Müller & Henle, 1841)
  - Mobula kuhlii (Müller et Henle, 1841)
  - Mobula mobular (Bonnaterre, 1788)
  - Mobula munkiana Notarbartolo-di-Sciara, 1987
  - Mobula rochebrunei (Vaillant, 1879)
  - Mobula tarapacana (Philippi, 1893)
  - Mobula thurstoni (Lloyd, 1908)